# Mikiyo Tsuda
Mikiyo Tsuda (japonès: つだみきよ)  (prefectura de Fukui, segle XX)és una escriptora i il·lustradora de manga japonesa de la prefectura de Fukui que escriu manga des de 1998. Aquest nom és un dels seus dos pseudònims sota els quals escriu quan dibuixa manga, l'altre és Taishi Zaō (蔵王大志, Zaō Taishi). Sota el nom de Taishi Zaō, escriu els nois estimen i les nenes estimen mentre estava sota Mikiyo Tsuda escriu comèdia-shōjo manga. Les seves raons per fer-ho tenien a veure principalment amb mantenir el fet que dibuixava manga centrat. sobre les relacions homosexual de la seva família, però finalment es van assabentar de totes maneres. Molts artistes de manga sovint adopten persones artístiques per a ells mateixos per representar-se en seccions de el seu manga no s'atribueix a la història, com en la secció de notes de l'autor. La persona de Mikiyo Tsuda és la d'un ós de peluix que porta una corbata de llacet vermella amb una campana al centre.
Un dels seus amics, i també un artista de manga, és Eiki Eiki. Sovint són coautors de manga junts, mostren el seu art junts i fan sessions d'autògrafs junts. Fins i tot se sap que Eiki Eiki actua de vegades com a gerent de Taishi Zaō.